# تشيتان بهجت
تشيتان بهجت (بالإنجليزية: Chetan Bhagat) (بالهندية: चेतन भगत) مواليد 22 أبريل 1974 في نيودلهي، الهند، هو روائي إنجليزي هندي.
صاحب رواية نقاط خمس شخص التي اقتبس منها فيلم ثلاثة بلهاء (فيلم هندي)

## روابط خارجية
- تشيتان بهجت على موقع IMDb (الإنجليزية)
- تشيتان بهجت على موقع قاعدة بيانات الفيلم (الإنجليزية)